# Hôtel Ritz (Parigi)
L'Hôtel Ritz è un hotel che si trova nel centro di Parigi al n.15 di Place Vendôme e che fa parte dell'organizzazione The Leading Hotels of the World.

## Storia
L'edificio fu costruito nella prima parte del XVIII secolo come residenza privata e la facciata è stata progettata da Jules Hardouin Mansart. Nel 1854 fu comprato dai fratelli Pereire, che ne fecero la sede del loro Crédit Mobilier e in seguito acquistato da César Ritz che lo trasformò in un hotel di lusso e lo aprì il 1º giugno 1898. Grazie anche al talento culinario del socio di minoranza, Auguste Escoffier, l'hotel divenne sinonimo di opulenza, servizio e cibi raffinati.

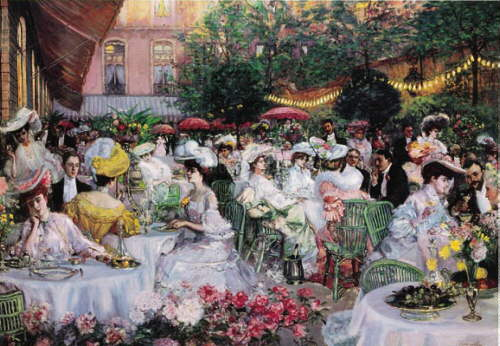
Il Ritz nel dipinto dell'artista svizzero Pierre-Georges Jeanniot (1848-1934).

Durante il 1940, dopo la conquista di Parigi da parte dei tedeschi, l'Hotel Ritz fu scelto dal capo della Luftwaffe (l'aviazione militare tedesca) Hermann Göring, come quartier generale dell'aviazione.
Il Ritz si compone degli edifici Vendôme e Cambon con camere sulla piazza Vendôme e, dall'altro lato, camere che guardano il famoso giardino. L'hotel divenne meta obbligata per alcune delle persone più ricche al mondo, al punto che le suites hanno preso il nome dagli illustri ospiti che le occuparono in passato tra cui Ernest Hemingway, che ha dato il nome a un bar dell'hotel, Francis Scott Fitzgerald, Marcel Proust, re Edoardo VII del Regno Unito, Rodolfo Valentino, Charlie Chaplin, Greta Garbo. La stilista Coco Chanel abitò al Ritz per oltre trent'anni e vi morì il 10 gennaio 1971.
Nel 1979 la famiglia Ritz vendette l'hotel al magnate egiziano Mohamed Al-Fayed, che lo restaurò e nel 1988 aggiunse la scuola di cucina francese Ritz-Escoffier. Fu proprio dall'hotel che il figlio Dodi Al-Fayed e la sua compagna Lady Diana Spencer già Principessa di Galles e madre di William, principe del Galles e futuro Re d'Inghilterra, partirono per il viaggio che si concluse con la loro morte, nel tunnel di Pont de l'Alma il 31 agosto 1997. Da quel giorno, l'hotel Ritz è meta di turisti e curiosi che, ogni giorno, dalla Place Vendome, tentano di riconoscere personaggi più o meno noti negli ospiti che raggiungono e lasciano l'hotel. Nel 1998 (centenario dell'apertura) l'hotel Ritz è stato eletto best hotel in the world.
La Suite Imperiale dove soggiornarono Dodi Al-Fayed e Diana Spencer è monumento nazionale.

Hôtel Ritz Paris.

## L'hotel nel cinema
- L'opera teatrale di Noël Coward Semi-Monde - basata sulla vita di Parigi tra il 1924 e il 1926 - si svolge al Ritz.
- Nell'hotel venne girato il film Come rubare un milione di dollari e vivere felici (How to Steal a Million), con Audrey Hepburn e Peter O'Toole, diretto nel 1966 da William Wyler.
- Nella commedia Arianna (Love in the Afternoon), diretta nel 1957 da Billy Wilder, Audrey Hepburn corteggia Gary Cooper in una suite dell'hotel.
- Nel romanzo Il diavolo veste Prada di Lauren Weisberger, Andrea Sachs e Miranda Priestly risiedono nell'hotel durante il soggiorno parigino, mentre nel film alloggiano al Plaza Athénée.
- Nel romanzo Il codice Da Vinci, il protagonista Robert Langdon, risiede nell'hotel durante il soggiorno parigino.

## Curiosità
- Caparezza cita l'hotel Ritz nel brano Io diventerò qualcuno.
- L’hotel viene anche citato nella canzone Puttin' on the Ritz.
- Un'altra canzone in cui viene citato è Good Old-Fashioned Lover Boy del gruppo Queen.
- Coco Chanel morì all'hotel Ritz nel 1971.
- Dorothy Gibson, ex-attrice del cinema muto, famosa modella degli anni dieci e sopravvissuta al naufragio del Titanic, il 17 febbraio 1946 morì per un attacco cardiaco nel suo appartamento parigino all'Hôtel Ritz.
- Pamela Harriman, ambasciatrice degli Stati Uniti in Francia, morì in un ospedale di Parigi, dopo essersi sentita male nella piscina del Ritz, in cui era solita nuotare la mattina.
- Nel luglio 1998 Donatella Versace realizzò la sua prima sfilata per l'Atelier Versace presso il Ritz.
- La Principessa Diana e Dodi Al-Fayed (figlio del proprietario Mohamed Al-Fayed) passarono al Ritz le loro ultime ore prima della morte.
- Il Narratore lo cita nel volume La Prigioniera (Alla ricerca del tempo perduto). Marcel Proust, infatti, vi offrì un pranzo nel 1907 e amava particolarmente cenare nel lussuoso albergo, oltreché farsi recapitare la birra ghiacciata del Ritz, cosa che fece anche poche ore prima di morire.[1]
- L'hotel Ritz viene nominato più volte nella serie televisiva britannica Peaky Blinders.
- L'hotel viene citato nel videogioco Call of Duty: World War II.